# Ahmed Adel
Ahmed Adel (ur. 5 listopada 1974) – emiracki piłkarz występujący podczas kariery na pozycji pomocnika.

## Kariera klubowa
Podczas piłkarskiej kariery Adel występował w klubie Kalba.

## Kariera reprezentacyjna
Adel występował w reprezentacji ZEA. W 1996 uczestniczył w Pucharze Azji, który był rozgrywany na stadionach w Zjednoczonych Emiratach Arabskich. Reprezentacja ZEA zajęła na tym turnieju drugie miejsce. Na turnieju wystąpił w dwóch meczach z Koreą Południową i Indonezją.
W 1997 roku uczestniczył w eliminacjach do Mistrzostw Świata 1998 oraz w Pucharze Konfederacji. Na tej ostatniej imprezie wystąpił we wszystkich trzech meczach ZEA z Urugwajem, RPA i Czechami.